# Eddie Hazel
Eddie Hazel (10 avril 1950 – 23 décembre 1992) était un guitariste américain officiant dans le domaine de la musique funk. Il est surtout connu pour son poste de guitariste soliste au côté de George Clinton dans le groupe américain Funkadelic.

## Biographie

### Jeunesse
Né à Brooklyn, New York, en 1950, Hazel a grandi près de Plainfield, New Jersey, ceci étant dû au fait que sa mère, Grace Cook, voulait que son fils grandisse dans un environnement dépourvu de drogues et de crimes, dont elle pensait que la ville était imprégnée. Pendant qu'elle travaille la soie à Brooklyn, c'est en jouant de la guitare (l'instrument lui avait été offert par son grand frère à Noël) et en chantant à l'église qu'Eddie occupe son enfance. À l'âge de 12 ans, il rencontre Billy « Bass » Nelson et les 2 acolytes deviennent rapidement bons amis. Ils font de la musique ensemble et sont bientôt rejoints par un batteur : Harvey McGee.

### Carrière
En 1967, le groupe The Parliaments, un groupe de « doo-wop » basé à Plainfield et tenu par George Clinton, rencontre le succès avec sa chanson I Wanna Testify. Clinton recrute alors des musiciens d'accompagnement pour la tournée, et engage Billy « Bass » Nelson. Eddie est alors à Newark, New Jersey, en train de travailler avec George Blackwell, et ne peut donc être engagé lui aussi. Après le retour de Nelson, ce dernier essaye de faire recruter Eddie. Dans un premier temps, sa mère s'y oppose (car Eddie n'a que 17 ans), mais Clinton et Nelson parviennent à lui faire changer d'avis.
À la fin de 1967, The Parliaments part en tournée avec Nelson et Hazel. A Philadelphie, Pennsylvanie, Hazel rencontre et sympathise avec Tiki Fulwood, qui va rapidement remplacer le batteur du groupe. Nelson, Hazel et Fulwood deviennent la base de Funkadelic, qui était à l'origine le groupe de secours de The Parliaments, et qui fera par la suite une tournée indépendante, alors que des raisons légales les obligent à abandonner temporairement le nom de « Parliaments ».
Le doo-wop de The Parliaments migre rapidement vers le hard rock saupoudré de soul music pratiqué par Funkadelic, influencé aussi bien par Jimi Hendrix que par Frankie Lymon. Le passage à Funkadelic est complété par l'arrivée de Tawl Ross (guitare rythmique) et de Bernie Worrell (claviers). Funkadelic sort ses 2 premiers albums : Free Your Mind... And Your Ass Will Follow, en 1970, et Maggot Brain en 1971.
Maggot Brain, un des plus grands albums de Funkadelic, est devenu un classique et le titre éponyme, un solo de guitare d'une dizaine de minutes, devenu la signature d'Eddie Hazel, fera de lui un guitariste mythique. La légende veut que, durant l'enregistrement, Clinton ait dit à Hazel de « jouer comme s'il venait d'apprendre que sa mère était morte et ensuite comme s'il avait appris qu'elle était en fait encore en vie » (citation reproduite sur la jaquette de Maggot Brain). George Clinton, lors d'un entretien en 1992 avec Nick Cooper, déclarait à propos d'Eddie Hazel et de cet enregistrement : « Tout ce que j'ai eu à faire a été de lui dire de penser à quelque chose de triste. Il a dit : ‹ Oh man, motherfuck this, why don't you think of something sad ›. Alors j'ai simplement suggéré n'importe quoi de stupide, quelque chose de totalement horrible. Eh bien, il le ressentait. Wow, son chant et son jeu étaient si émotionnels ». (citation traduite de l'album).

### Morceaux choisis
Eddie Hazel n'est pas le seul membre de Funkadelic à avoir des problèmes de drogue. Tawl Ross quitta le groupe à cause d'un « bad trip » et/ou d'une overdose. Tiki Fulwood usait aussi de la drogue avec Hazel, obligeant George Clinton à suspendre leurs salaires pour qu'ils ne puissent pas les dépenser entièrement dans la drogue. De ce fait, l'album America Eats Its Young (1972) ne voit figurer qu'une très marginale participation d'Hazel. Pendant ce temps, Eddie commence à travailler avec les Temptations, apparaissant sur 1990 (en 1973) et A Song For You, en 1975.
En 1974, Hazel est inculpé pour l'agression d'une hôtesse de l'air, la possession de drogues est retenue comme charge aggravante. Pendant sa détention, Clinton recrute Garry Shider, Ron Bykowski et Michael Hampton dans Funkadelic. Hampton devient le remplaçant d'Eddie au poste de guitariste lead, après avoir joué Maggot Brain note pour note à son audition. Comme Hazel, Hampton est un jeune prodige d'à peine 17 ans. Finalement, Eddie revient dans le groupe pour Let's Take It to the Stage (1975), mais n'occupe plus par défaut son ancien poste de guitariste lead. Entre-temps, Eddie enregistre Games, Dames & Guitar Thangs (en) pour les Warner Brothers (avec la participation de The Brides of Funkenstein (en)).
Le 23 décembre 1992, Eddie Hazel meurt d'une hémorragie interne à la suite d'un problème de foie, après une longue lutte contre des problèmes d'estomac. Maggot Brain est joué à son enterrement. Trois enregistrements sont publiés à titre posthume : en 1994, Jams From the Heart, un EP de quatre titres que Rhino Records ajoutera en tant que bonus à Games, Dames & Guitar Thangs (en) pour sa reparution ; en 2000, Rest in P (en) ; et plus récemment, en 2006, Eddie Hazel At Home, qui comporte notamment des jams du guitariste avec ses amis.

### Divers
- Hazel a été cité sur de nombreuses listes désignant les meilleurs guitaristes de tous les temps. Il fut notamment 43e sur celle du magazine Rolling Stone[1] et classé 88e sur une liste similaire publiée par le magazine Uncut.
- Pour percevoir son salaire, Hazel se faisait parfois appeler Grace Cook, du nom de sa mère.
- Le groupe Ween a enregistré un hommage appelé A Tear for Eddie, sur leur album Chocolate And Cheese (en).
- Il y a une image d'Eddie sur le dos de l'album Give Out But Don't Give Up, du groupe Primal Scream.

## Discographie
- 1977 : Games, Dames & Guitar Thangs (en) (Warner Brothers)
- 1994 : Jams From the Heart EP (JDC)
- 2000 : Rest in P (en) (P-Vine)
- 2006 : At Home (With Family)